# Háromszínű árvácska
A háromszínű árvácska avagy vadárvácska (Viola tricolor) az ibolyafélék családjába (Violaceae) tartozó faj. Népies nevei: árvácska, császárszakáll, papszakáll, császárvirág, macskaszem stb. Háromszínű virága miatt szentháromságfűnek is nevezik.

## Származása, élőhelye
Egész Európában (hazánkban főleg a sík- és dombvidékeken) termő gyógynövény. Ugarokon, parlagokon, mezőkön, erdővágásokban találhatjuk. A Börzsönyben megtalálható növényfaj.

## Jellemzői
Egyéves vagy évelő, lágyszárú növény. Kevéssé elágazó szára 30–40 cm magasra nő meg. Levelei lándzsa alakúak vagy tojásdadok. Virágjának szirmai sárgák, feketék, kékek vagy ibolyaszínűek.
Április-májustól többnyire augusztusig, ritkán októberig virágzik; ez idő alatt a növény föld feletti része a gyógyászatban használható drogokat tartalmaz. Toktermésében sárga színű, körte alakú magvak fejlődnek.

## Hatóanyagai
Flavonoidokat (violaxantin= rutin, violantin, szkoparin, vitexin, szaponaretin, orientin), triterpénvázas szaponint, antociánglikozidát, szalicilsav metilésztereket, nyálkát, cseranyagot, karotinoidát, ásványi sókat tartalmaz.

## Felhasználása
Betakarítás után árnyékban szárítják, majd forrázással nyerik ki belőle a drogot. 6 kg nyers árvácskából 1 kg szárítmány készíthető. A forrázat értisztító, enyhe vizelethajtó, enyhe vérnyomáscsökkentő és nyálkaoldó hatású. Külsőleg bedörzsölve vagy borogatásként az ekcéma kezelésére használják. Több teakeverék alkotóeleme (elsősorban reuma és köszvény ellen); a növény és teájának fogyasztása is veszélytelen.
Íze enyhén mentás, de elsősorban nem ezért, hanem dekorativitása miatt időnként gyümölcsételekhez használják.

## Képek

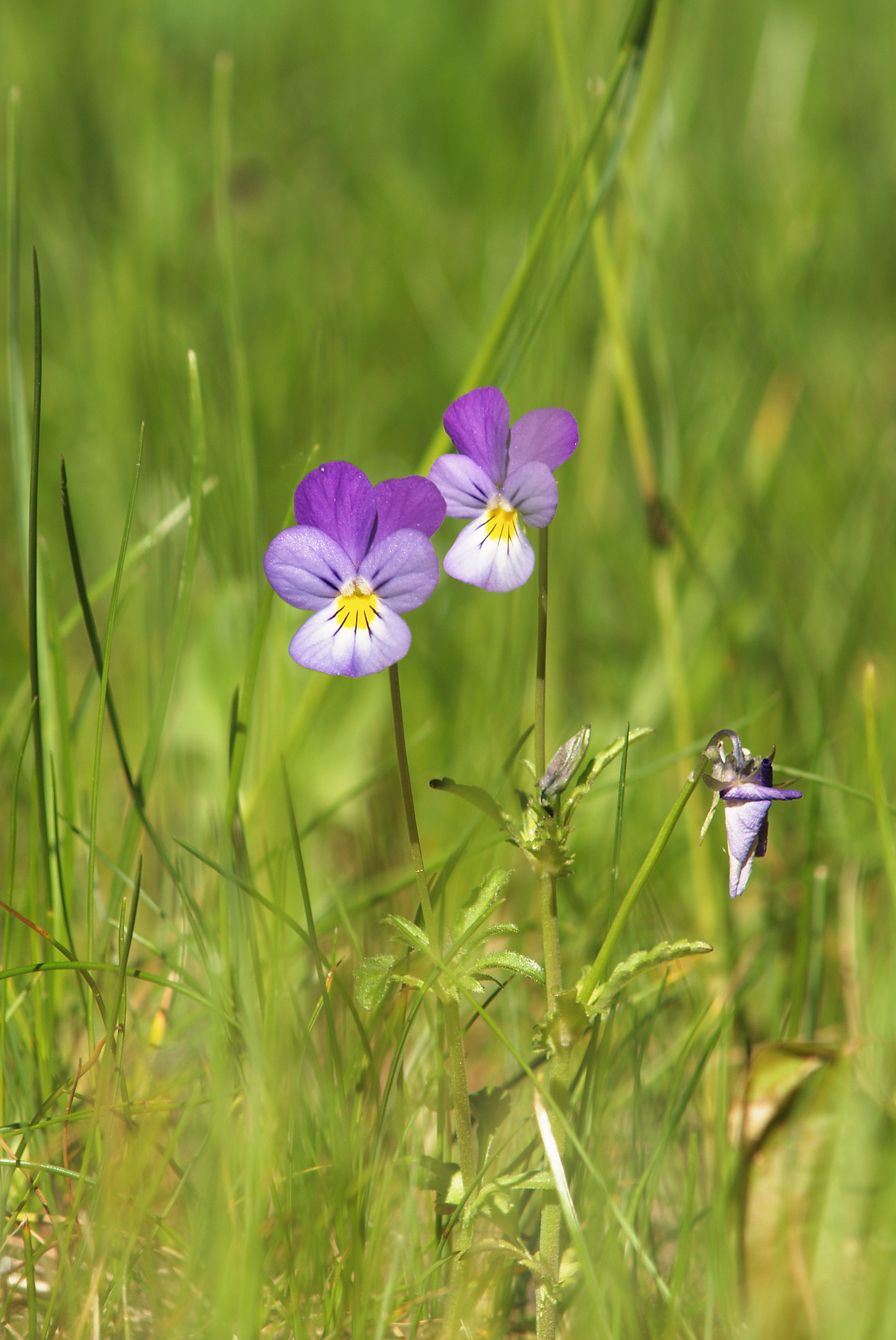
Viola tricolor
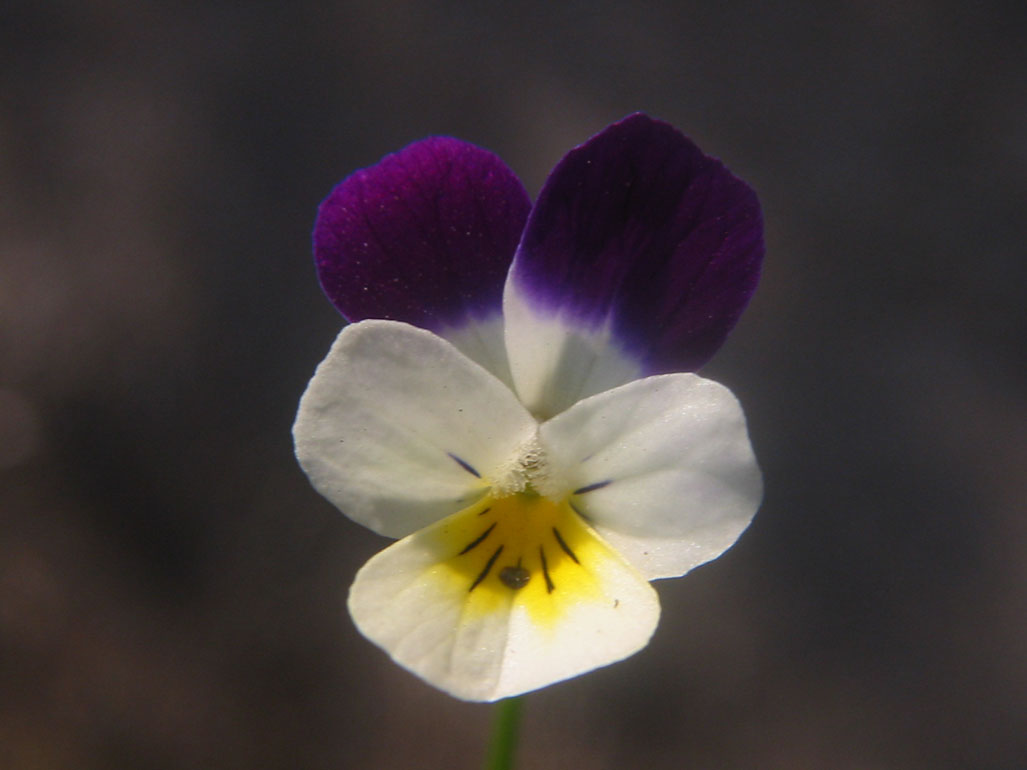
Viola tricolor var. tricolor
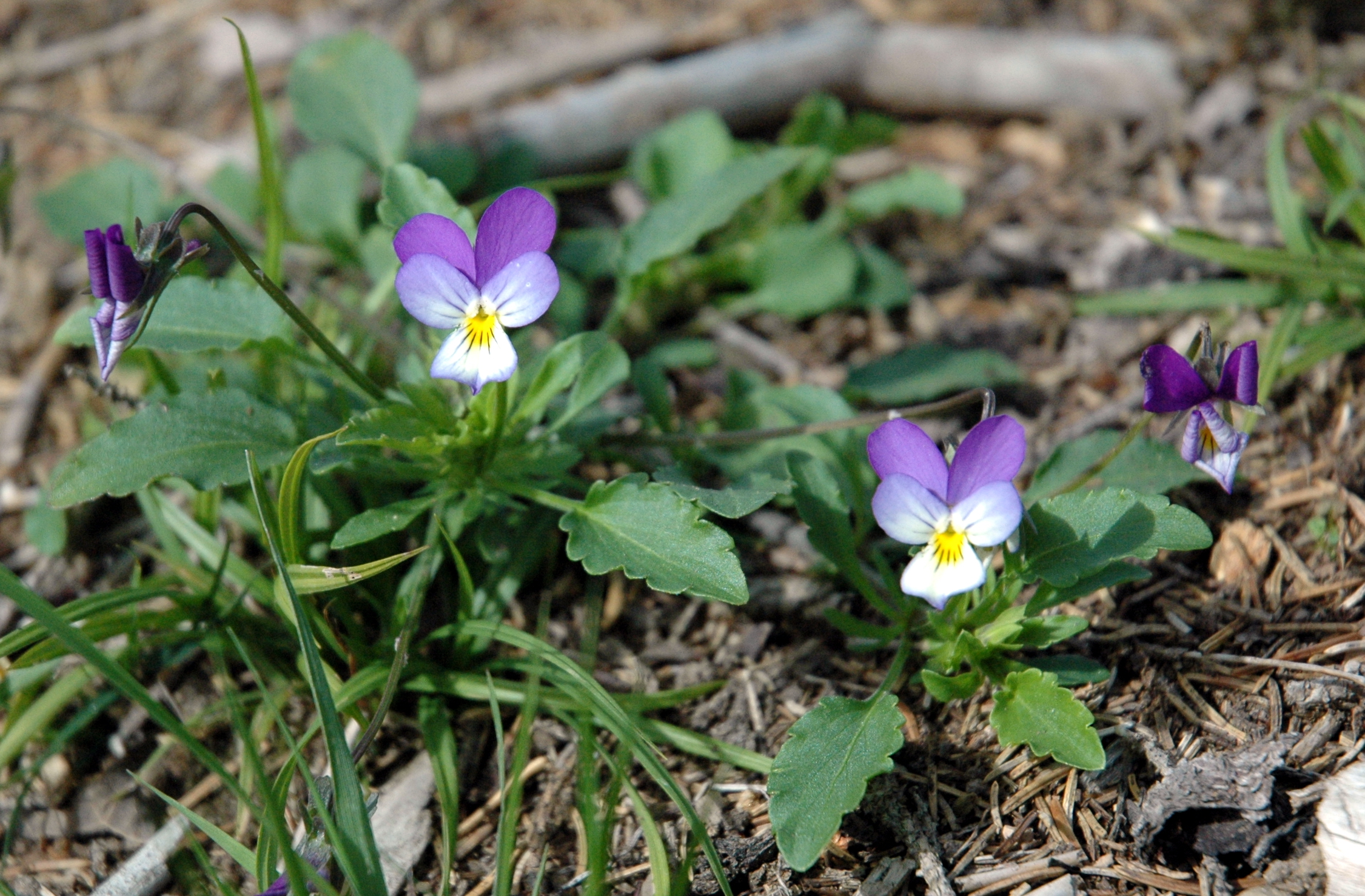
Viola tricolor
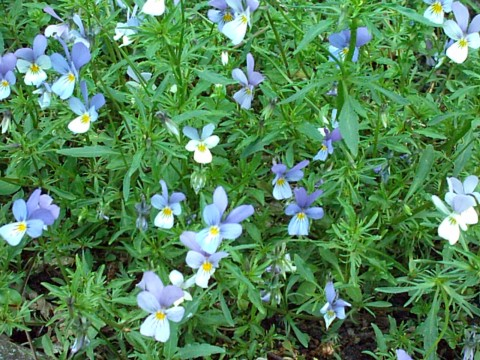
Viola tricolor var. maritima
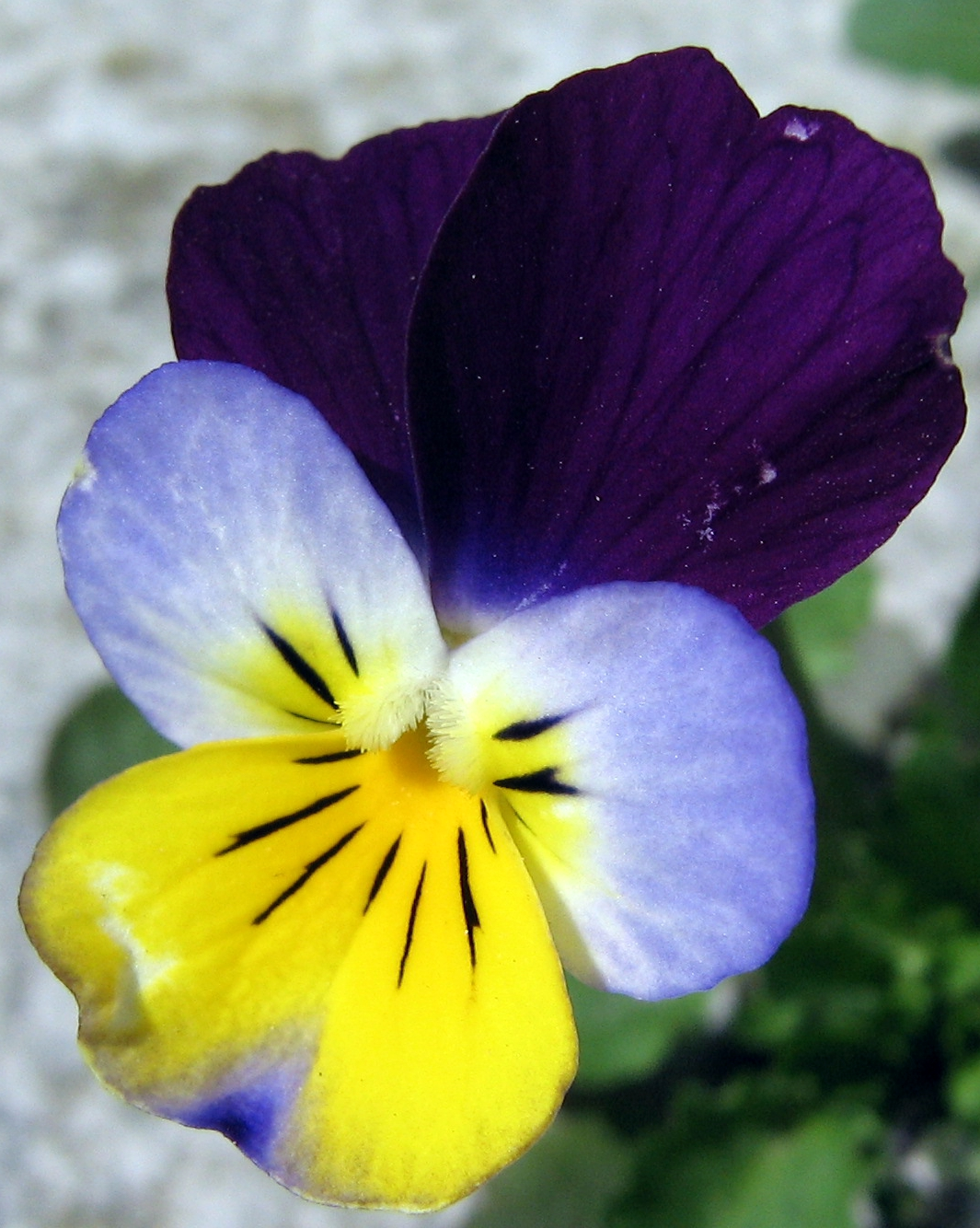
Viola tricolor
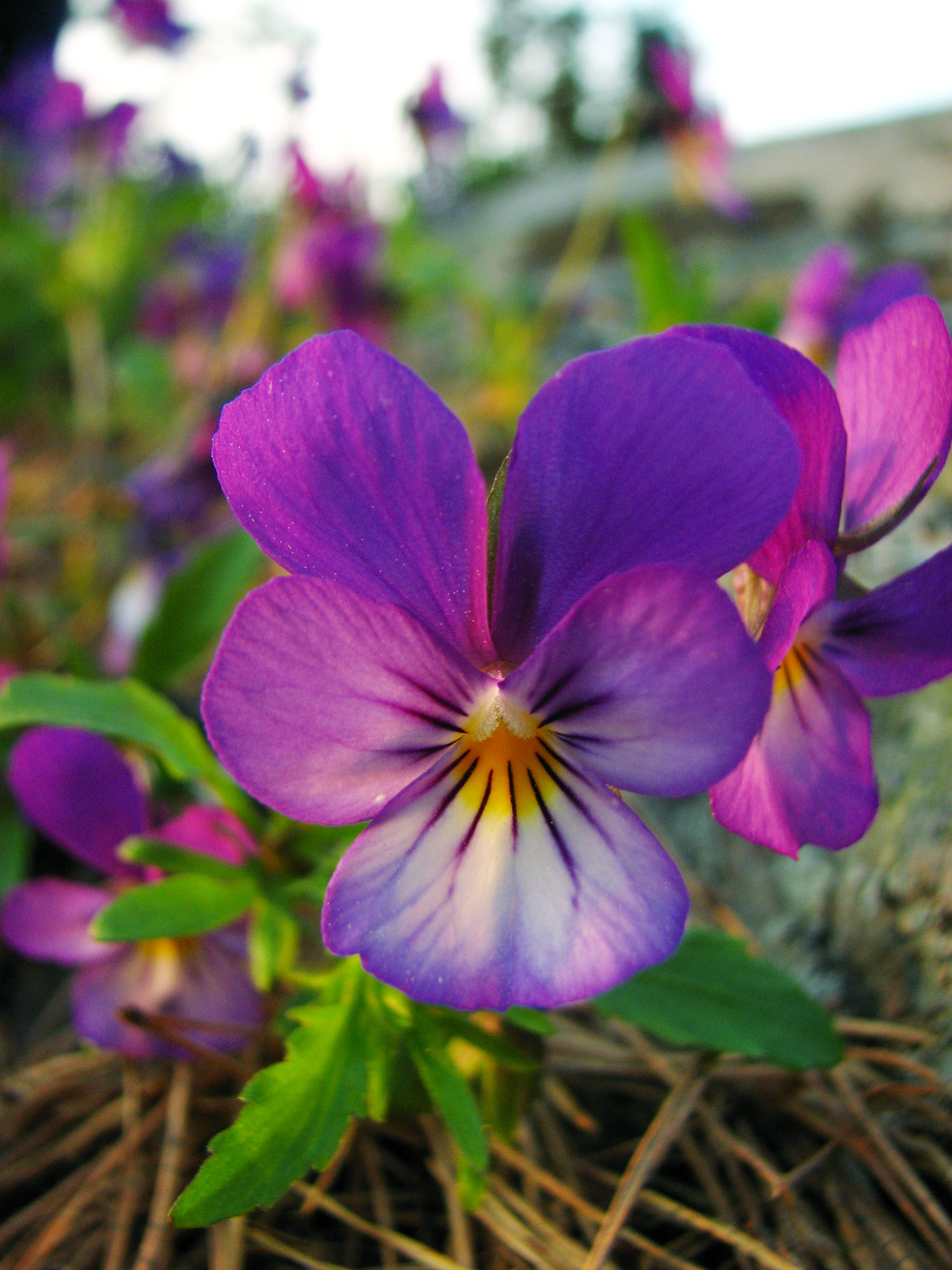
Viola tricolor
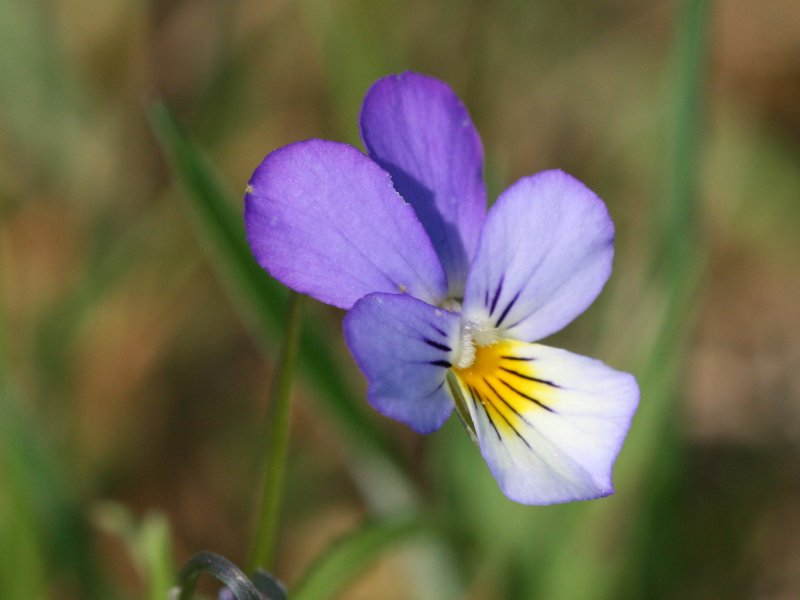
Viola tricolor
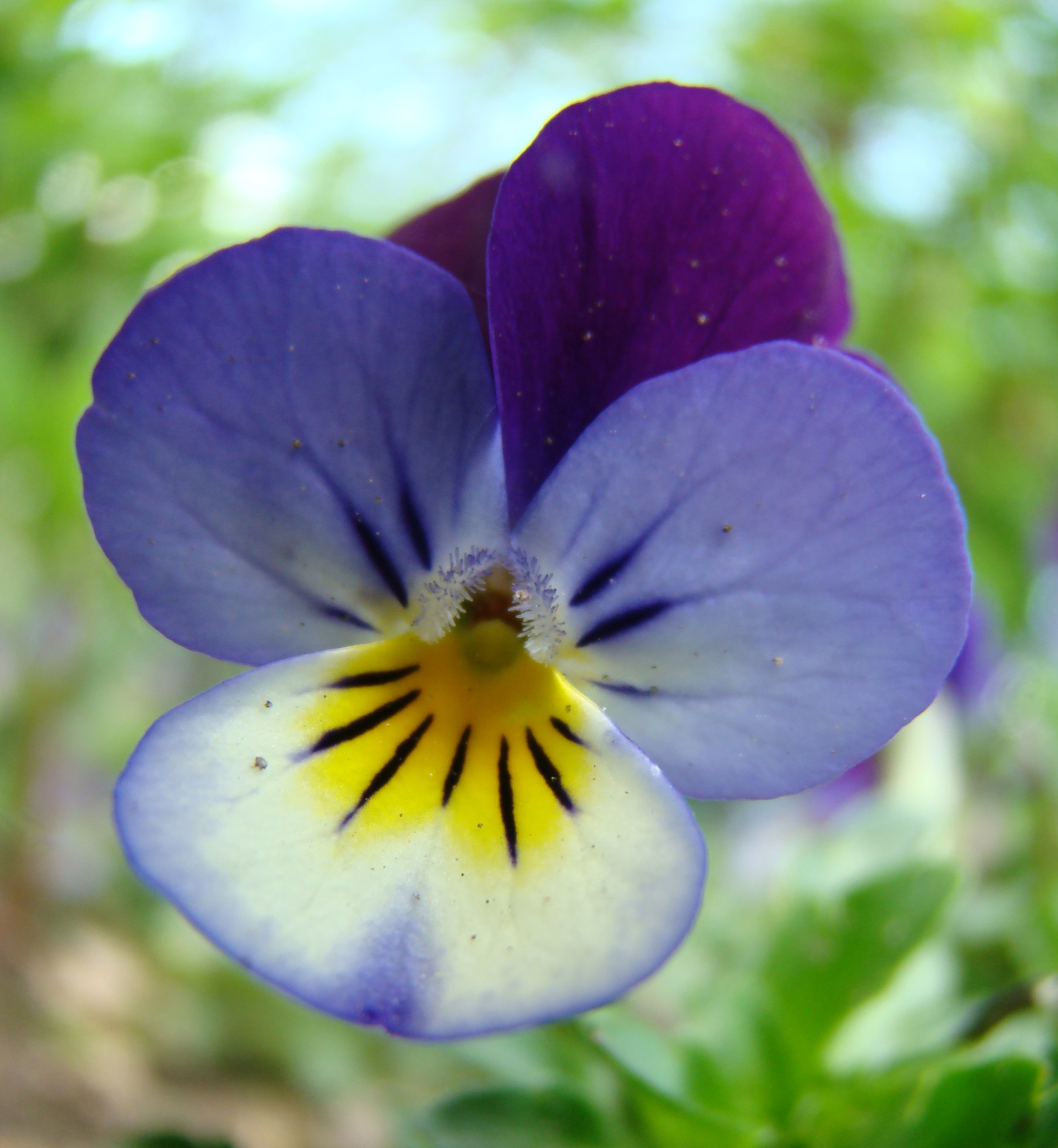
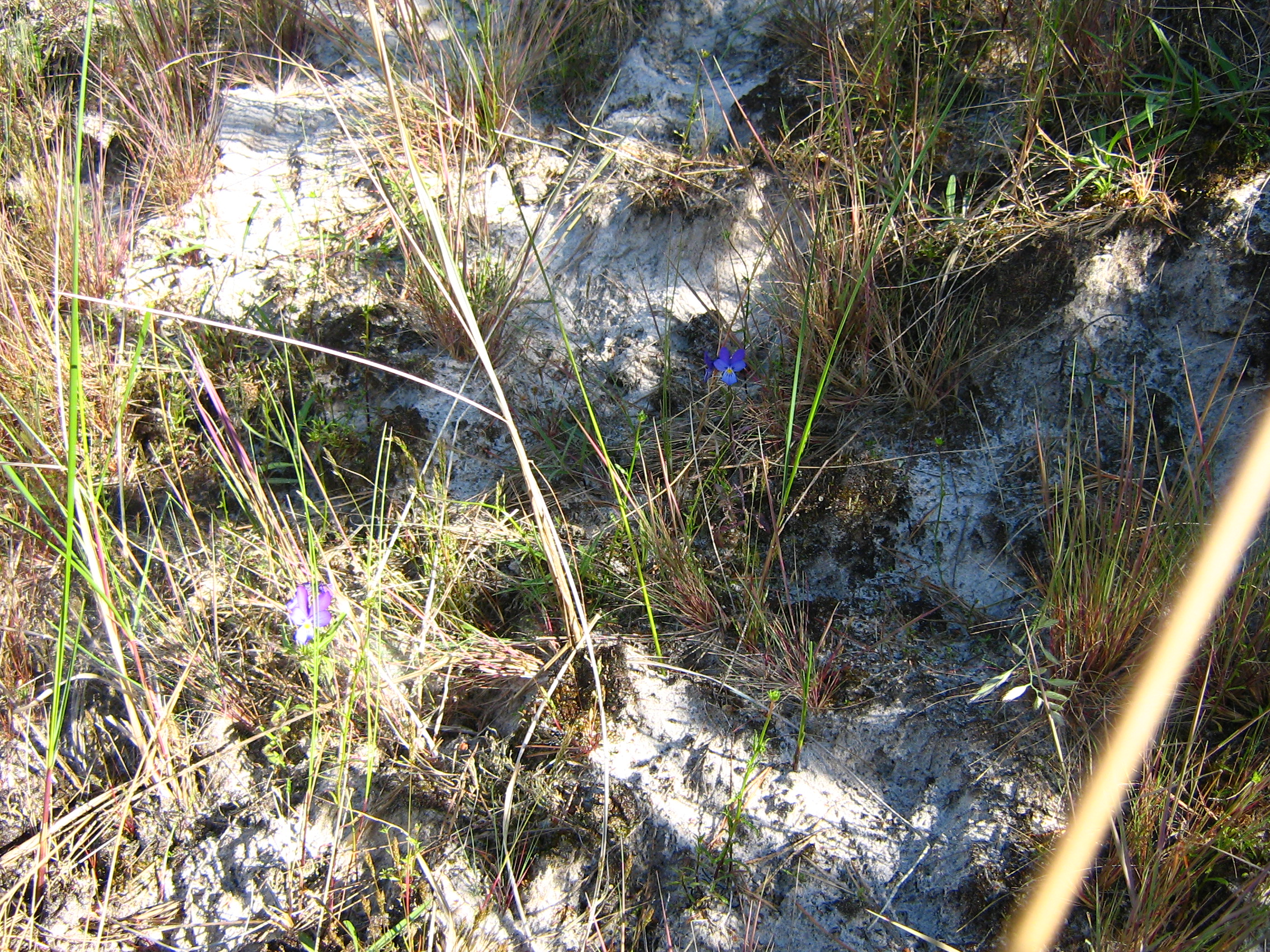
Viola tricolor var. maritima
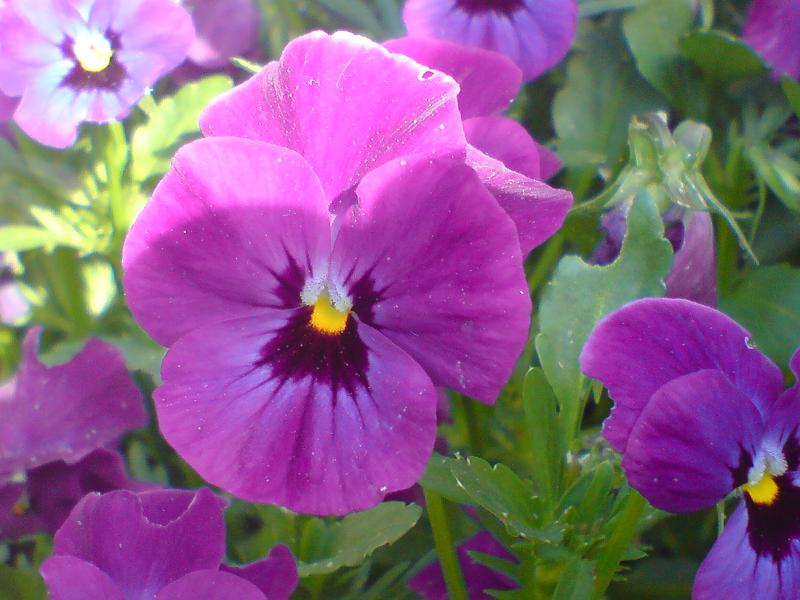
Viola tricolor